# Simple Common Gateway Interface
Le protocole Simple Common Gateway Interface (SCGI) est un remplaçant du protocole CGI. Il est similaire à FastCGI, mais il est plus facile à mettre en place.
SCGI est un protocole qui définit la communication entre un serveur web et un serveur d’application. Cela contraste avec le CGI, une interface plus ancienne conçue pour permettre au programmeur d’application d’éviter la complexité des sockets et des processus persistants, à une époque où une faible évolutivité et une forte surcharge étaient acceptables.
Le protocole SCGI tire parti du fait que le serveur web a déjà analysé et validé la requête HTTP, et transmet la requête au serveur SCGI de façon canonique, permettant ainsi au programmeur d’éviter les ambiguïtés de parsing et les cas particuliers du protocole. Cela évite les règles complexes d’analyse et de combinaison des en-têtes définies dans la RFC 2616, ce qui permet de réduire considérablement la complexité du serveur SCGI.

## Historique
Neil Schemenauer a publié la spécification originale du protocole SCGI en octobre 2001. Il a également développé les premières implémentations de SCGI, publiées pour la première fois en avril 2002.